# Das Lied der Colombine
Das Lied der Colombine (Arbeitstitel: Colombine) ist ein deutsches Filmdrama von 1918 unter der Regie von Emil Justitz.

## Handlung
Anlässlich der Verlobungsfeier von Lona Sehring mit Hans von Rotfels gibt sie „Das Lied der Colombine“ zum Besten, die Komposition eines Unbekannten. Während dieser Darbietung steht draußen vor dem Haus ein junger, aber todkranker Musiker, der sofort seine Melodie erkennt. Er dringt in das Haus und in Lonas Zimmer ein. Als sie dort auf ihn trifft, erschrickt sie natürlich. Der junge Musiker mit Namen Körner kann sie aber beruhigen und bittet sie, das Lied für ihn noch einmal zu singen. Lona verspricht es und geht am folgenden Tag zu ihm und singt es ihm vor. 
Von Rotfels, der etwas mitbekommen hat und eifersüchtig ist, folgt ihr jedoch als sie das Haus verlässt, und so kommt es zum Streit: Er trennt sich von ihr und auch ihre Eltern werfen sie aus dem Haus. In ihrer Not geht sie zurück zu Körner. Er heiratet sie noch auf dem Totenbett, um ihre Ehre zu retten. Nur wenige Stunden später erliegt er seiner schweren Erkrankung.
Ein Freund Körners, der alte Blaamer, ebenfalls Musiker, hilft Lona und bildet sie zur Sängerin aus. Unter dem Künstlernamen „Lola Lees“ tritt sie als „Colombine“ auf.
Ihr ehemaliger Verlobter von Rotfels ist unter den Gästen des Auftritts. Erneut kommt es zum Streit zwischen beiden, bis Blaamer begütigend dazwischentritt und von Rotfels über die wahren Begebenheiten aufklärt.
So finden die beiden doch noch zusammen.

## Hintergrund
Produktionsfirma war die Deutsche Bioscop GmbH Berlin (Nr. 78), die Verleihfirma war die Bioscop-Film-Verleih GmbH. Gedreht wurde im März 1918 im Bioscop-Atelier in Neubabelsberg. Der kolorierte Film hat eine Länge von fünf Akten auf 1723 Metern, ca. 94 Minuten. Die Polizei Berlin belegte ihn mit einem Jugendverbot (Nr. 41767). 

## Kritik
„Ein Hauch von Poesie durchweht das feinsinnige Filmstück, das sich mit Recht ein Kunstwerk ersten Ranges nennen kann. (...) Um ein solches Werk handelt es sich auch hier, dessen Wirkung als stummes Bild schon so mächtig ist, daß der Gesang nur mehr die Gefühlssphäre zu berühren geeignet wäre. Immerhin sollte die Kombination von bildlicher Darstellung, musikalischer Illustration und Gesang dort, wo es nicht auf Schwierigkeiten stößt, durchgeführt werden. Carola Toelle, die hier die Hauptrolle inne hat, ist eine anmutige, liebreizende Erscheinung, deren Spiel sympathisch berührt. Von tüchtigen Partner geführt, gibt das Zusammenspiel einen harmonischen Klang. Technik und Regie begegnen sich zu vollwertigem Schaffen einer musterhaften Leistung.“